# Конь БоДжек
«Конь БоДжек» (англ. BoJack Horseman) — американский анимационный психологический комедийно-драматический сериал для взрослых о павшей звезде шоу-бизнеса, антропоморфном коне БоДжеке. Создан Рафаэлем Бобом-Уоксбергом для стримингового сервиса Netflix, на котором и стартовал 22 августа 2014 года.
28 июля 2015 был заказан третий сезон, который вышел 22 июля 2016. 22 июля 2016 Netflix анонсировал четвёртый сезон, который вышел 8 сентября 2017 года. 21 сентября 2017 года сериал был продлён на пятый сезон, который вышел 14 сентября 2018 года. 30 октября 2018 года был продлён на шестой сезон, первая часть которого вышла 25 октября 2019 года, а вторая — 31 января 2020 года и завершила собой сериал; обе части состоят из 8 эпизодов.

## Сюжет
Действие происходит в мире, населённом антропоморфными животными и людьми. Большая часть сюжета происходит в Лос-Анджелесе. БоДжек — звезда ситкома, популярного в конце 80-х — начале 90-х годов. На начало событий сериала БоДжек переживает кризис среднего возраста. В попытках вернуть былую популярность и любовь публики БоДжек пытается написать автобиографическую книгу, однако не справляется с этим ввиду собственной лени, и после уговоров агента и издателя он нанимает писателя Дайен Нгуен, которая проводит с ним много времени, интервьюируя его, узнавая о его прошлом и работе в сериале. Впоследствии между ними возникает симпатия. Сюжет подаётся вперемешку с воспоминаниями БоДжека и его нынешним положением. К концу первого сезона вся сюжетная линия объединяется и зритель видит полную картину жизненного пути Коня БоДжека.

## Персонажи

### Основные
- Конь БоДжек (англ. BoJack Horseman; озвучен Уиллом Арнеттом) — главный герой сериала, антропоморфная лошадь. Возраст (во время событий первого сезона) — 50 лет. Павшая звезда шоу-бизнеса, алкоголик с неприятным характером, страдающий от одиночества. БоДжек довольно умён и циничен, поэтому считает многих вокруг себя недалёкими, в связи с этим ему трудно найти кого-то, кто бы понимал его. Он привык делиться своим независимым мнением со всеми вокруг, не заботясь о том, что это может кого-то задеть. В молодости пробовал свои силы в качестве стендап-комика. Тогда же он познакомился с Хербом Каззазом, благодаря которому и получил роль в ситуационной комедии «Ржём с конём» (Horsin' around; англ. Horse around — играться, дурачиться), в которой снимался в течение 9 лет. Впоследствии не нашёл себе другой работы и проживает жизнь, растрачивая состояние, заработанное благодаря сериалу. БоДжек — личность, страдающая от одиночества и ненависти к самому себе, пытающаяся развлекаться любыми способами, лишь бы не оставаться наедине с собой. При этом всеми силами пытается забыть о том, кто он есть (в основном с помощью алкоголя), и свалить с себя ответственность за все те ошибки, которых уже не исправить в жизни.

Основные персонажи сериала. Слева направо: Дайен Нгуен, Тодд Чавез, Конь БоДжек, Принцесса Кэролин, Мистер Подхвост

- Принцесса Кэролин (англ. Princess Carolyn; озвучена Эми Седарис) — антропоморфная розовая кошка, агент и бывшая девушка БоДжека. Возраст — 40 лет. Изначально была секретаршей агента БоДжека. Принцесса Кэролин была единственной, с кем у БоДжека были серьёзные отношения, и ей удавалось поддерживать их достаточно долго благодаря вере в него. Но в конце концов она бросает его, так как понимает, что не может построить будущее с конём, который не желает брать на себя обязательства. Однако не перестаёт быть его агентом и тратить на него свои время и силы.
- Тодд Чавез (англ. Todd Chavez; озвучен Аароном Полом) — безработный молодой человек, сосед БоДжека по дому. Около 5 лет назад родители выгнали его из дома из-за его нетрадиционного образа жизни, после чего Тодд попал на одну из вечеринок БоДжека и остался у него дома. БоДжек позволяет Тодду жить в своём доме в основном по двум причинам: первая — Тодд знает о чём-то, о чём БоДжек не хотел бы распространяться, и вторая — БоДжек страдает от одиночества. И, несмотря на частые оскорбления со стороны БоДжека, Тодд искренне считал его хорошей личностью и был готов помочь ему в любой его авантюре, однако в дальнейшем разочаровался в БоДжеке после того, как узнал, что тот саботировал его рок-оперу. Несмотря на свою лень и безответственность, Тодд довольно талантливый парень с хорошим воображением. Также Тодду удалось сблизиться с Мистером Подхвостом, став сначала его водителем и другом, а позже получить должность исполнительного вице-президента по операциям западного побережья.
- Дайен Нгуен (англ. Diane Nguyen; озвучена Элисон Бри) — заавтор БоДжека. Умная, милая девушка, феминистка третьей волны, американка вьетнамского происхождения, а также девушка (а в дальнейшем жена) Мистера Подхвоста. Дайен родилась в Бостоне в семье из родителей и четырёх братьев (Марти, Арти, Томми и Гарри). По её собственным словам, она член семьи, которого никто не любит. Отношения с семьёй окончательно испортились после «похорон» отца, и по совету БоДжека Дайен принимает решение больше не приезжать в Бостон. Отношения Дайен и БоДжека поначалу были дружескими, но, узнавая друг друга, всё ближе и ближе, БоДжек осознаёт, что Дайен понимает его как никто другой, и у него появляются чувства к ней, которые остаются безответными — она делает выбор в пользу Мистера Подхвоста. К концу первого сезона Дайен и БоДжек остаются хорошими друзьями, но при этом у БоДжека сохраняются чувства к ней.
- Мистер Подхвост (англ. Mr. Peanutbutter — Мистер Арахисовое масло; озвучен Полом Ф. Томпкинсом) — антропоморфный лабрадор. Главный герой сериала «Дом мистера Подхвоста» (англ. Mr. Peanutbutter's house), сюжет которого был аналогичен сюжету Horsin' around, владелец киностудии PB Livin', а также парень (а в дальнейшем муж) Дайен. Довольно добродушный, жизнерадостный, но не очень умный персонаж. В отличие от БоДжека, довольно успешен и популярен, о нём пишут статьи, снимают реалити-шоу и фильмы. Безуспешно пытался подружиться с БоДжеком, но наладил хорошие отношения с Тоддом и даже создавал с ним сомнительные бизнес-проекты.

### Второстепенные
- Сара Линн (англ. Sarah Lynn; озвучена Кристен Шаал) — актриса, исполняющая роль младшей дочери БоДжека Сабрины в сериале Horsin' around. В детстве была примерной девочкой, но, достигнув славы, безнадёжно испортилась, обретя проблемы с алкоголем и наркотиками. Играть в сериале начала в возрасте 6 лет; в 10 лет запустила собственную линию одежды; в 18 лет становится поп-звездой после выхода альбома «Я Сара Линн» с песней «Колючая булочка» (англ. Prickly Muffin). Состояла в отношениях с актёром Эндрю Гарфилдом, который публично бросает её по той причине, что к 30 годам Сара Линн утратила почти всю свою популярность. Несмотря на разрыв отношений, к концу первого сезона в сериале показано, как она навещает Эндрю в больнице. Будучи ребёнком, она видела в БоДжеке пример для подражания, но тот игнорировал её и даже дал ей совет, который отрицательно повлиял на всю её жизнь. Одна из немногих, наряду с Дайен и Принцессой Кэролин, по мнению самого БоДжека, которые его действительно понимали и которых он любил.
- Херб Каззаз (англ. Herb Kazzaz; озвучен Стэнли Туччи) — автор идеи и сценарист Horsin' Around, когда-то был лучшим другом БоДжека. В 80-х годах БоДжек и Херб выступали в качестве стендап-комиков в баре «Хижина смеха» (англ. Laugh Shack), а также вместе подрабатывали барменами. Позже Херб продал идею сериала телекомпании ABC с условием, что БоДжек получит главную роль в сериале. Спустя несколько лет, когда шоу стало популярным, разразился скандал в связи с тем, что Херб был замечен в гомосексуальной связи. Тогда руководство канала приняло решение уволить Херба. Херб хватается за последнюю возможность, прося БоДжека заступиться за него перед руководством, чего БоДжек не сделал, так как ожидал роль Секретариата и не хотел скандала вокруг своей персоны. После этого их общение прерывается на долгий период. Спустя много лет Херб заболевает раком, и, узнав об этом, БоДжек навещает его и просит прощения, но Херб отказывается его прощать. В 3 серии 2 сезона зритель узнаёт о смерти Херба. В последние дни его жизни болезнь вошла в стадию ремиссии, но Херб попадает в аварию с участием грузовика, перевозившим арахис, на который у него была аллергия, от чего и умирает. В последней серии второго сезона БоДжек в память о Хербе открывает сиротский приют имени Херба Каззаза.
- Шарлотта (англ. Charlotte; озвучена Оливией Уайлд) — антропоморфная олениха, работала официанткой в Хижине смеха, была девушкой Херба Каззаза и подругой БоДжека, к которому испытывала симпатию. После того как идею Херба купили, она уехала в Мэн и стала жить в доме у озёра. Она предлагала БоДжеку уехать вместе с ней, но он отказался. Шарлота прожила в доме у озера всего месяц, в дальнейшем обзавелась мужем и двумя детьми и к моменту происходящего в сериале живёт в Нью-Мексико. В наркотической галлюцинации БоДжек видит альтернативный вариант его жизни, где он женат на Шарлотте и у них есть дочь Харпер.
- Пингвин Пинки (англ. Pinky Penguin; озвучен Пэттоном Освальтом) — антропоморфный императорский пингвин, директор практически разорённого издательства, которое выпустило книгу БоДжека.
- Винсент Взрослый (англ. Vincent Adultman; озвучен Элисон Бри[15]) — парень Принцессы Кэролин, который по мнению БоДжека является тремя детьми, стоящими друг на друге и одетыми в плащ. Но никто, кроме БоДжека, этого не замечает и все относятся к Винсенту как к обычному человеку.
- Характерная актриса Марго Мартиндейл (англ. Character actress Margo Martindale; озвучена Марго Мартиндейл) — актриса, нанятая БоДжеком для саботажа рок-оперы Тодда, а после повторно нанятая им для попытки срыва свадьбы Дайен, в качестве грабителя банка. После этой «роли» грабителя Марго Мартиндейл отправляют в тюрьму. Во втором сезоне она выходит из тюрьмы, но практически сразу же берётся за старое и участвует в новом деле БоДжека.
- Секретариат (англ. Secretariat; озвучен Джоном Красински) — антропоморфный беговой конь, чемпион скачек и герой БоДжека. Секретариат был пожизненно отстранён от скачек и, не пережив позора, он бросился с моста, в возрасте 27 лет. Получить роль Секретариата было мечтой БоДжека. Персонаж основан на образе реального скакуна Секретариата, призёра многих престижных соревнований.
- Келси Дженнингс (англ. Kelsey Jannings; озвучена Марией Бэмфорд) — режиссёр фильма о Секретариате. Появляется с конца первого сезона. По её словам, Секретариат — её первый большой фильм; за него она взялась ради своей дочери Ирвинг. Очень строгая, максимально сосредоточенная на работе, она раздражается из-за проступков БоДжека и всего, что мешает рабочему процессу. БоДжек, пытаясь сблизиться с ней, выясняет, что она переживает из-за того, что была для Ирвинг плохой матерью. В конце концов продюсер Ленни Тёртлтоб отстраняет Келси от работы над фильмом ввиду смены парадигмы картины.
- Птицы-папарацци (англ. Paparazzi Birds; озвучены Адамом Коновером и Дэйвом Сигалом) — антропоморфные голубая сойка и странствующий дрозд, работающие фотографами и пытающиеся сделать компрометирующие снимки БоДжека. Однажды запечатлели половую связь БоДжека и Сары Линн и после этого долгое время пытались шантажировать его этими снимками, однако вскоре их идея провалилась.

## Эпизоды

### Первый сезон
Премьера всех серий первого сезона состоялась 22 августа 2014 года. Дополнительный рождественский выпуск был выпущен 19 декабря 2014 года.
| # | Название | Режиссёр        | Сценарист            |
| --- | --- | --------------- | -------------------- |
| 1 | Конь БоДжек: История Коня БоДжека, Глава Один «BoJack Horseman: The BoJack Horseman Story, Chapter One»                           | Джоэл Мозер     | Рафаэль Боб-Уоксберг |
| БоДжек пытается написать книгу о себе, которая должна его прославить и вернуть любовь публики. Но писать он не умеет, да и не особо хочет, поэтому его агент и издатель Пинки уговаривают его нанять заавтора.                                                          | |                 |                      |
| 2 | «БоДжек ненавидит военных» «BoJack Hates the Troops»                                                                              | J.C. Gonzalez   | Рафаэль Боб-Уоксберг |
| БоДжек повздорил в супермаркете с офицером морского флота, воевавшим в Афганистане, из-за кексов. После громких заявлений БоДжека в СМИ, он зарабатывает дурную репутацию ненавистника военных.                                                                         | |                 |                      |
| 3 | «Колючая булочка» «Prickly Muffin»                                                                                                | Мартин Цендреда | Рафаэль Боб-Уоксберг |
| БоДжек приютил у себя дома свою старую знакомую Сару Линн, так как чувствует свою ответственность за то, кем она стала. | |                 |                      |
| 4 | «Зои и Зельды» «Zoes and Zeldas»                                                                                                  | Эми Уинфри      | Питер Найт           |
| Дайен советует БоДжеку попробовать поддержать Тодда в его начинаниях, в частности в написании его рок-оперы. При помощи БоДжека Тодд практически достигает успеха, но спотыкается за шаг до триумфа.                                                                    | |                 |                      |
| 5 | «Живи дальше, Дайен Нгуен» «Live Fast, Diane Nguyen»                                                                              | Джоэл Мозер     | Кэролин Уильямс      |
| БоДжек и Дайен отправляются в Бостон, навестить семью Дайен, по случаю смерти её отца. Дайен приходится задержаться в городе, так как она единственная кто способен организовать похороны. А Тодд и Принцесса Кэролин, в это время, проворачивают аферу в доме БоДжека. | |                 |                      |
| 6 | «Наша история это Д-история» «Our story is a D’story»                                                                             | J.C.Gonzalez    | Скотт Мардер         |
| Чтобы произвести на Дайен впечатление, БоДжек (будучи в алкогольном опьянении) крадёт букву «D» с надписи «Hollywood». Тодд попадает в тюрьму где становится перед выбором в какую из тюремных банд ему податься.                                                       | |                 |                      |
| 7 | «Скажи что-нибудь» «Say Anything»                                                                                                 | Мартин Цендреда | Джо Лоусон           |
| БоДжек в депрессии из-за новости о помолвке Дайен, чтобы не чувствовать себя одиноко, он пытается опять завязать отношения с Принцессой Кэролин, в свою очередь у той серьёзные трудности в карьере.                                                                    | |                 |                      |
| 8 | «Телескоп» «Telescope» | Эми Уинфри      | Мехар Сетхи          |
| БоДжек, Дайен и Тодд отправляются в Малибу, чтобы навестить Херба Каззаза. | |                 |                      |
| 9 | «КоньФуз» «Horse Majeure» | Джоэл Мозер     | Питер Найт           |
| БоДжек строит коварные планы против свадьбы Дайен и Мистера Подхвоста. Тодд понимает, что БоДжек причастен к тому, что его рок-опера сорвалась. | |                 |                      |
| 10 | «Один маленький пони» «One Trick Pony»                                                                                            | J.C.Gonzalez    | Лаура Гутин          |
| Мистер Подхвост снимает фильм о своём романтическом подвиге. И БоДжек получает роль Мистера Подхвоста. Тем временем Дайен заканчивает книгу о БоДжеке. | |                 |                      |
| 11 | «Кончина неудачника» «Downer Ending»                                                                                              | Эми Уинфри      | Кейт Парди           |
| БоДжек оставшись недовольным вариантом Дайен, решает сам написать книгу. Поняв, что неспособен написать самостоятельно он прибегает к помощи Сары Линн, Тодда и наркотиков.                                                                                             | |                 |                      |
| 12 | «Позже» «Later» | Мартин Цендреда | Рафаэль Боб-Уоксберг |
| После публикации книги БоДжека он получает долгожданную популярность и золотой глобус, а также роль, о которой мечтал всю жизнь. | |                 |                      |
| 13 | «Конь БоДжек. Рождественский выпуск: Рождественское желание Сабрины» «BoJack Horseman Cristmas Special: Sabrina’s Christmas Wish» | Джоэл Мозер     | Рафаэль Боб-Уоксберг |
| БоДжек и Тодд вместе пересматривают старые рождественские выпуски Horsin' Around. | |                 |                      |

### Второй сезон
Премьера всех серий второго сезона состоялась 17 июля 2015 года.
| # | Название                                    | Режиссёр       | Сценарист            |
| --- | ------------------------------------------- | -------------- | -------------------- |
| 1 | «Новый диван» «Brand New Couch»             | Эми Уинфри     | Рафаэль Боб-Уоксберг |
| БоДжек решает изменить своё отношение к жизни, думая что это сделает его по-настоящему счастливым. Так же начинается работа над фильмом Секретариат, во время которой выясняется, что БоДжек не такой уж и хороший актёр, как он думал. |                                             |                |                      |
| 2 | «Вчералэнд» «Yesterdayland»                 | J.C. Gonzalez  | Питер Найт           |
| Тодд воплощает в жизнь очередную свою мечту и строит Диснейленд. БоДжек же встречает особенную девушку Ванду. |                                             |                |                      |
| 3 | «Всё ещё сломан» «Still Broken»             | Эми Уинфри     | Мехар Сетхи          |
| Херб Каззаз умирает. На банкете в честь открытия мемориальной скамейки Херба встречаются главные актеры Horsin’ around и вместе пытаются найти золото Херба и раскрыть тайну его гибели. |                                             |                |                      |
| 4 | «После вечеринки» «After the Party»         | J. C. Gonzalez | Джо Лоусон           |
| 3 небольших истории о происходящем после вечеринки-сюрприз в честь 35-летия Дайен. Принцесса Кэролин выясняет отношения с Винсентом на фоне того что у него другая семья. БоДжек и Ванда сбивают оленя и пытаются помочь ему, параллельно решая проблемы их отношений. И семейная ссора Дайен и Мистера Подхвоста. |                                             |                |                      |
| 5 | «Цыплята» «Chickens»                        | Джоэл Мозер    | Кэролин Уильямс      |
| БоДжек пытается стать ближе с Келси, чувствуя потребность в её признании. Тем временем дочь Келси — Ирвинг, Дайен и Тодд пытаются спасти курицу, сбежавшую с птицефермы. |                                             |                |                      |
| 6 | «Высшая любовь» «Higher Love»               | J.C. Gonzalez  | Вера Сантамария      |
| Компания PB Living разоряется, из-за нерациональных бизнес проектов Тодда и Мистера Подхвоста. Под угрозой потерять дом, Мистер Подхвост ищет себе новую работу. БоДжек пытается заставить Ванду признать, что та любит его, грозясь заняться Аутоасфиксиофилией. |                                             |                |                      |
| 7 | «Ночной Хэнк» «Hank After Dark»             | Эми Уинфри     | Келли Галузка        |
| Дайен пытается в одиночку пролить свет на дурную репутацию всеми любимого ведущего Хэнка Гиппопотама. Тодд меняется местами с похожим на него принцем Кордовии Густавом. |                                             |                |                      |
| 8 | «Давайте выясним» «Let’s Find Out»          | Мэтт Мариска   | Элисон Флиер         |
| По просьбе Ванды БоДжек участвует в первом выпуске нового шоу Джей Ди Сэлинджера. И прямо во время игры начинает выяснять отношения с ведущим Мистером Подхвостом. |                                             |                |                      |
| 9 | «Кадр» «The Shot»                           | Мэтт Мариска   | Элайджа Арон         |
| БоДжек собирает команду друзей, чтобы тайно пробраться в библиотеку имени Никсона и снять запрещенную сцену для фильма о Секретариате. Тем временем, Принцесса Кэролин решается уйти из агентства. |                                             |                |                      |
| 10 | «Да И» «Yes And»                            | J.C. Gonzalez  | Мехар Сетхи          |
| После съёмки эпизода с Никсоном, Келси увольняют и на её место берут нового режиссёра Эйба. Новый режиссёр и то, что он делает с фильмом, не по душе БоДжеку, но Ванда настаивает на том, что он должен продолжать съёмки. Тем временем, Дайен живёт в доме БоДжека и не собирается ехать домой, чем раздражает Ванду, которая считает, что та плохо влияет на БоДжека. Ну а Тодд присоединяется к труппе комедийных импровизаторов, которая своими понятиями походит на секту. |                                             |                |                      |
| 11 | «Побег из Лос-Анджелеса» «Escape From L.A.» | Эми Уинфри     | Джо Лоусон           |
| БоДжек приезжает в Нью-Мексико, чтобы повидаться с Шарлоттой, под предлогом купить яхту. Поначалу он планирует остаться на выходные с ней и её семьёй, но позже и вовсе забрасывает работу в фильме и остается с ними на неопределенный срок, постепенно сближаясь с членами семьи Шарлоты. |                                             |                |                      |
| 12 | «В море» «Out to Sea»                       | Майк Робертс   | Элайджа Арон         |
| Вернувшись обратно в Лос-Анджелес, БоДжек узнает, что Принцесса Кэролин распорядилась построить на его деньги, полученные после смерти Херба, детский приют. Принцесса Кэролин и Турнепс уходят из агентства Vigor . Тодд съезжает от БоДжека и отправляется в комедийный круиз на яхте Коперника. А Дайен получает новую работу и наконец-то готова вернуться домой. |                                             |                |                      |

### Третий сезон
Премьера всех серий третьего сезона состоялась 22 июля 2016 года.
| # | Название                                                                | Режиссёр          | Сценарист                  |
| --- | ----------------------------------------------------------------------- | ----------------- | -------------------------- |
| 1 | «Начните распространять новости» «Start Spreading The News»             | J.C. Gonzalez     | Джо Лоусен                 |
| БоДжек и его PR-менеджер Анна (которая помогает ему заполучить Оскар) приезжают в Нью-Йорк, где БоДжек дает интервью, в связи предпоказа фильма о Секретариате. В агентстве Принцессы Кэролин все не так гладко: Джей Ди Сэлинджер желает закрыть свое шоу, поэтому Мистеру Подхвосту предстоит придумать новое зрелище. |                                                                         |                   |                            |
| 2 | «Шоу Коня БоДжека» «The BoJack Horseman Show»                           | Адам Партон       | Вера Сантамария            |
| Хотели бы увидеть, как Принцесса Кэролин стала агентом БоДжека, или вторую жену Мистера Подхвоста, или как Дайен начинала свою карьеру писательницы, или, быть может, вам по душе первый раз Тодда? Тогда эта серия специально для вас, добро пожаловать в 2007. |                                                                         |                   |                            |
| 3 | «БоДжек убивает» «BoJack Kills»                                         | Эми Уинфри        | Келли Галузка              |
| Джилл просит БоДжека навестить их старого знакомого Доброусовича и забрать нужную ей вещь. Попав в его дом, БоДжек и Дайен обнаруживают мертвую косатку из «Мира китов», а в её телефоне смс: «БоДжек меня убьет». А Тодд и Мистер Подхвост попадают в неловкую, деликатную передрягу, и Принцессе Кэролин предстоит им помочь. |                                                                         |                   |                            |
| 4 | «Рыба, вытащенная из воды» «Fish Out of Water»                          | Майк Холлингсворт | Эдайджа Арон, Джордан Янг  |
| PR-менеджер Анна отправляет БоДжека на Тихоокеанский кинофестиваль, только вот незадача ТОКФ проходит под водой, но это ещё не самое страшное, БоДжек узнает, что Келси тоже будет там, проводить свою автограф-сессию по случаю нового фильма. БоДжек решается извиниться перед Келси, но как он будет говорить под водой? К счастью, извинения можно написать. А ещё БоДжеку предстоит позаботиться о маленьком жеребёнке.                                                                        |                                                                         |                   |                            |
| 5 | «Любовь и/или брак» «Love And/Or Marriage»                              | J.C. Gonzalez     | Питер Найт                 |
| БоДжек узнает, что фильм о Секретариате имеет большой успех, и вместе с Тоддом отправляется в ресторан. Там они встречают Эмили, оказывается, что в ресторане проходит репетиция свадьбы её подруги, и БоДжек решает осчастливить всех гостей неожиданным присутствием кинозвезды на свадьбе! Принцесса Кэролин пытается устроить свою личную жизнь и заполняет долгожданный свободный вечер тремя свиданиями. А Дайен, после ночи проведенной под действием наркотиков, узнает интересную новость. |                                                                         |                   |                            |
| 6 | «Brrap Brrap Pew Pew»                                                   | Эми Уинфри        | Джоанна Кэйло              |
| Перед получением Оскара БоДжек вынужден побывать на других значимых в киноиндустрии премиях, но как оказалось, никто не спешит раздавать статуэтки знаменитому коню. В агентстве Принцессы Кэролин яркое событие: поп-звезда подросток Сэкстина Аквафина решает сделать аборт, грандиозный инфоповод! |                                                                         |                   |                            |
| 7 | «Остановите печать» «Stop the Presses»                                  | Адам Партон       | Джо Лоусон                 |
| БоДжека раздражает газета, которая каждое утро появляется у его дома. Он звонит в офис надоедливой газеты, чтобы отменить подписку, на той стороне телефона ему отвечает женщина, которая задает БоДжеку предельно личные вопросы, и он начинает рассказывать ей о событиях минувшей недели, одно из которых открытие Тоддом «УберБубера»! |                                                                         |                   |                            |
| 8 | «Старый знакомый» «Old Acquaintance»                                    | J.C. Gonzalez     | Элисон Флиер, Скотт Чернов |
| Дайен и Мистер Подхвост посещают полуостров Лабрадоров, и кажется, Капитан Подхвост что-то скрывает. Агентство Турнепса и агентство Принцессы Кэролин начинает беспощадную гонку! Кто получит главную роль в новом фильме: БоДжек или Чафф Холлистер? Игра в «кошки-зайчики» началась! |                                                                         |                   |                            |
| 9 | «Лучшая вещь, что когда-либо случалась» «Best Thing That Ever Happened» | Эми Уинфри        | Кейт Парди                 |
| БоДжек сообщает Принцессе Кэролин, что она больше не его агент. А ещё в ресторан БоДжека наведался критик. |                                                                         |                   |                            |
| 10 | «Это ты» «It’s You»                                                     | Адам Партон       | Вера Сантамария            |
| Агентство Принцессы Кэролин терпит убытки, поэтому закрывается. БоДжека номинировали на Оскар, и в честь этого он устраивает крутую вечеринку! Только вот, рад ли он? |                                                                         |                   |                            |
| 11 | «Это слишком, мужик!» «That’s Too Much, Man!»                           | J.C. Gonzalez     | Элайджа Арон, Джордан Янг  |
| БоДжек очень расстроен случившимися последнее время событиями и зовет Сару Линн на «эпический запой», на что та, конечно же, соглашается. Приключения пьяных друзей начинаются. |                                                                         |                   |                            |
| 12 | «Всё прошло хорошо» «That Went Well»                                    | Эми Уинфри        | Рафаэль Боб-Уоксберг       |
| На подводный город обрушивается катастрофа: несколько тонн спагетти надвигаются прямо туда! Спасти их может только несколько сотен дуршлагов! а у БоДжека появляется ещё одна трагедия в жизни. |                                                                         |                   |                            |

### Четвертый сезон
Премьера всех серий четвёртого сезона состоялась 8 сентября 2017 года.
| # | Название                                                    | Режиссёр            | Сценарист                  |
| --- | ----------------------------------------------------------- | ------------------- | -------------------------- |
| 1 | «Забег Мистера Подхвоста» «See Mr. Peanutbutter Run»        | Эми Уинфри          | Питер А. Найт              |
| Мистер Подхвост баллотируется в губернаторы Калифорнии, однако не может набрать нужное количество голосов. Но это не повод сдаваться, ведь можно принять закон о том, что победитель лыжной гонки станет губернатором. Дайен пытается связаться с БоДжеком. |                                                             |                     |                            |
| 2 | «Старое поместье Шугарменов» «The Old Sugarman Place»       | Анна Уолкер Фаррелл | Кейт Парди                 |
| БоДжек возвращается в давно заброшенный фамильный летний домик. Его сосед помогает восстановить дом, а БоДжека посещают призраки прошлого. |                                                             |                     |                            |
| 3 | «Ура! Эпизод Тодда!» «Hooray! Todd Episode!»                | Аарон Лонг          | Элайджа Арон & Джордан Янг |
| Серия посвящена Тодду, который ничем особым не занят и поэтому все находят ему занятие, часто по своей вине. БоДжек возвращается домой, а Тодд встречает Шток Розу, возможную дочь БоДжека. В конце эпизода Тодд признаёт, что он асексуален. |                                                             |                     |                            |
| 4 | «Начинайте гидроразрыв» «Commence Fracking»                 | Мэтт Гарофало       | Джоана Кало                |
| Шток Роза хочет узнать имя своей матери: БоДжеку нужно «всего лишь» вспомнить, с кем он переспал в 99 году. Мистер Подхвост продолжает участвовать в выборах, а Дайен не хватает общения с ним. Принцесса Кэролин с Ральфом пытаются завести ребёнка. |                                                             |                     |                            |
| 5 | «Мысли и молитвы» «Thoughts and Prayers»                    | Эми Уинфри          | Ник Адамс                  |
| БоДжек не хочет, чтобы Шток Роза так быстро возвращалась домой, а она хочет познакомиться со своей бабушкой. Происходящий рост насилия может помешать выходу нового фильма «Мисс Заложница». Дайен в руки попадает пистолет и даёт ей ощущение безопасности, в результате чего Дайен начинает выступать за свободное ношение оружия девушками. |                                                             |                     |                            |
| 6 | «Тупой кусок д*рьма» «Stupid Piece of Sh*t»                 | Анна Уолкер Фаррелл | Элисон Тафел               |
| БоДжек занимается самокопанием и самобичеванием. Штока Роза и мать БоДжека живут у него в доме и вторая показывает себя отличным родителем для куклы жеребёнка. Для повышения рейтингов Кортни, менеджеры собираются устроить её свадьбу с Тоддом. |                                                             |                     |                            |
| 7 | «Под землёй» «Underground»                                  | Аарон Лонг          | Келли Галуска              |
| БоДжек наконец звонит Дайен. В доме Мистера Подхвоста проходит вечер-сбор избирательной кампании, на который приезжает БоДжек. В самый разгар вечера из-за организованного Мистером Подховстом фрекинга под домом, сам дом уходит под землю. |                                                             |                     |                            |
| 8 | «Судья» «The Judge»                                         | Отто Мурга          | Элайджа Арон & Джордан Янг |
| БоДжек участвует в съёмках реалити шоу, играя роль судьи. Мистер Подхвост хочет остановить свою предвыборную кампанию. Ральф знакомит Принцессу Кэролайн со своей семьёй. Шток Роза начинает встречаться со стажёром с площадки реалити шоу, а БоДжек не одобряет этой связи. |                                                             |                     |                            |
| 9 | «Руфи» «Ruthie»                                             | Эми Уинфри          | Джоана Кало                |
| Прапраправнучка Принцессы Кэролин рассказывает особую историю о ней: Принцесса узнаёт, что в прошлом ещё помощник скрыл от неё выгодное бизнес-предложение а ввиду обстоятельств она решает расстаться с Ральфом. БоДжек продолжает поиски матери Шток Розы. |                                                             |                     |                            |
| 10 | «Обожаю калифорнийскую жизнь» «lovin that cali lifestyle!!» | Анна Уолкер Фаррелл | Питер А. Найт              |
| Вудчак продолжает предвыборную гонку с бывшей женой Мистера Подхвоста, Джессикой Билл, а Мистер Подхвост пытается ему с этим помочь. Последняя бизнес идея Тодда с клоунами-дантистами под угрозой закрытия и всё зависит от того, смогут ли они рассмешить людей. Принцесса Кэролин собирается воспользоваться своим правом менеджера и спродюсировать сериал, но Черепах соглашается только при условии, что БоДжек будет в главной роли. Шток Роза попадает в больницу, её отцы против того, чтобы БоДжек встретился с ней. |                                                             |                     |                            |
| 11 | «Стрелка времени» «Time’s Arrow»                            | Аарон Лонг          | Кейт Парди                 |
| Взгляд на этот мир глазами матери БоДжека: реальность, в которой она молода и принимает БоДжека за свою служанку Генриетту, а также её воспоминания о прошлом. БоДжек узнаёт, кто мать Шток Розы. |                                                             |                     |                            |
| 12 | «Который сейчас час» «What Time Is It Right Now»            | Тим Раух            | Рафаэль Боб-Ваксберг       |
| Принцесса Кэролайн продолжает врать, что БоДжек согласился на участие в новом проекте, ведь без него никто не хочет снимать сериал. Мистер Подхвост и Дайен ищут место, в котором было бы комфортно им обоим. Тодд пытается разгрести последствия увольнения клоунов-дантистов. БоДжек приезжает к Шток Розе, чтобы рассказать ей о матери. |                                                             |                     |                            |

### Пятый сезон
Премьера всех серий пятого сезона состоялась 14 сентября 2018 года.
| # | Название                                              | Режиссёр            | Сценарист            |
| --- | ----------------------------------------------------- | ------------------- | -------------------- |
| 1 | «Сцена с лампочкой» «The Light Bulb Scene»            | Адам Партон         | Кейт Парди           |
| БоДжек снимается в «Филберте» — мрачном детективном веб-сериале о полицейском, который имеет много общего с самим БоДжеком. Принцесса Кэролин продюсирует "Филберта" и одновременно с этим пытается усыновить ребёнка. Тод продолжает свои асексуальные отношения, но его девушке Йоланде не нравится его беспечное отношение к жизни. |                                                       |                     |                      |
| 2 | «Конец жарких деньков» «The Dog Days Are Over»        | Эми Уинфри          | Джоана Кало          |
| Пытаясь прийти в чувство после развода с Мистером Подхвостом, Дайен отправляется на свою историческую родину - Вьетнам, где пишет статью для GirlCroosh и занимается поисками себя. |                                                       |                     |                      |
| 3 | «Запланированное устаревание» «Planned Obsolescence»  | Аарон Лонг          | Элайджа Арон         |
| Мистер Подхвост и Пикуля едут смотреть на взрыв космической станции и заодно прояснить свои отношения. Тодд знакомится с родителями Йоланды, которые не знают о асексуальности дочери. Джина рассказывает БоДжеку о своей старой мечте стать звездой бродвейских мюзиклов, и БоДжек решает ей помочь. |                                                       |                     |                      |
| 4 | «Феминист БоДжек» «BoJack the Feminist»               | Анна Уолкер Фаррелл | Ник Адамс            |
| Флип и Принцесса Кэролин хотят привлечь к работе над сериалом Вэнса Ваггонера, в прошлом скандально известного своими провокационными выходками и заявлениями актёра. В результате недоразумения между Вэнсом и БоДжеком разгорается медийный конфликт, в котором БоДжеку не без помощи Дайен приходится встать на сторону феминизма. |                                                       |                     |                      |
| 5 | «История Амелии Эрхарт» «The Amelia Earhart Story»    | Адам Партон         | Джо Лоусон           |
| Принцесса Кэролин возвращается в свой родной городок в Северной Каролине, чтобы встретиться с беременной девушкой по имени Сейди и обсудить усыновление её ещё не родившегося ребёнка. В то же время она разрывается между рабочими звонками из Лос-Анджелеса и нерадостными воспоминаниями из своей юности. |                                                       |                     |                      |
| 6 | «Бесплатные чуррос» «Free Churro»                     | Эми Уинфри          | Рафаэль Боб-Ваксберг |
| Конь БоДжек произносит речь на похоронах своей матери. |                                                       |                     |                      |
| 7 | «INT. SUB»                                            | Аарон Лонг          | Элисон Тафел         |
| Психотерапевт доктор Индира и её жена, корпоративный посредник Мери-Бет, пересказывают друг другу самые нелепые рабочие случаи, при этом сохраняя конфиденциальность и заменяя настоящие имена своих клиентов на вымышленные. Индира повествует о том, как помогала Дайен выстроить границы между собой и БоДжеком, а Мери-Бет рассказывает о Тодде и Принцессе Кэролин, которые обратились к ней для решения своих бытовых разногласий.                                                                                                 |                                                       |                     |                      |
| 8 | «Подруги Мистера Подхвоста» «Mr. Peanutbutter's Boos» | Анна Уолкер Фаррелл | Келли Галуска        |
| Мистер Подхвост и Пикуля отправляются на 25-ю ежегодную хеллоуинскую вечеринку в доме БоДжека, где Мистер Подхвост вспоминает, как он посещал эти вечеринки со своими теперь уже бывшими жёнами, и каждый раз всё заканчивалось плохо. Он переживает о том, что это может повториться и с Пикулей, а она в свою очередь боится оказаться для Мистера Подхвоста лишь заменой предыдущей жены. |                                                       |                     |                      |
| 9 | «Древняя история» «Ancient History»                   | Питер Мерримен      | Рейчел Каплан        |
| Шток-Роза ненадолго приезжает навестить БоДжека, но его дом навевает ей воспоминания о том, как по вине его матери Беатрис она потеряла сознание от наркотиков. Испугавшись, Шток-Роза уничтожает болеутоляющие таблетки БоДжека, и вместе они отправляются на поиски новых. Принцесса Кэролин снова встречает Ральфа. У Эмили не складываются отношения с парнями, и Тодд придумывает, как решить её проблему. |                                                       |                     |                      |
| 10 | «Витая в облаках» «Head in the Clouds»                | Эми Уинфри          | Питер А. Найт        |
| Премьера "Филберта" проходит успешно, сериал получает всеобщее признание. Принцесса Кэролин занята улаживанием вопроса, связанного с авторскими правами. Генри Щупаля, робота, созданного Тоддом, по недоразумению назначают главой Whattimeisitnow.com. |                                                       |                     |                      |
| 11 | «Гвоздь программы» «The Showstopper»                  | Аарон Лонг          | Элайджа Арон         |
| Зависимость БоДжека от болеутоляющих таблеток усиливается настолько, что теперь он почти перестаёт отличать реальную жизнь от действительности сериала, в котором снимается. |                                                       |                     |                      |
| 12 | «Конец шоу» «The Stopped Show»                        | Анна Уолкер Фаррелл | Джоана Кало          |
| Из-за своей наркозависимости БоДжек, потеряв контроль над собой, совершает поступок, который приводит к кризису на съемках сериала и концу отношений с Джиной. Узнав о том, что произошло, БоДжек отчаянно хочет ответить за всё плохое, что он когда-либо сделал в жизни. Принцесса Кэролин ищет выход из сложившейся вокруг сериала ситуации, и в самый неподходящий момент ей предоставляется возможность наконец обрести то, о чём она так долго мечтала. Мистер Подхвост пытается разобраться в своих отношениях с Дайен и Пикулей. |                                                       |                     |                      |

### Шестой сезон
Шестой сезон является финальным и, в отличие от предыдущих, состоит не из двенадцати, а из шестнадцати серий. Он разделён на две части по восемь эпизодов, первая из которых вышла 25 октября 2019 года, а вторая — 31 января 2020 года. 
| # | Название                                                                                    | Режиссёр       | Сценарист            |
| --- | ------------------------------------------------------------------------------------------- | -------------- | -------------------- |
| 1 | «Заходит как-то конь в реабилитационный центр» «A Horse Walks into a Rehab»                 | Питер Мерримен | Элайджа Арон         |
| Боджек проходит курс лечения от алкогольной зависимости в реабилитационном центре «Пастельные холмы». Он с трудом привыкает к распорядку и отказывается участвовать в групповой терапии, проявляя цинизм и отчуждённость. Его лечащий терапевт, доктор Чамп, пытается наладить с ним контакт и побудить его к откровенности, но Боджек уклоняется от разговоров о своём прошлом, особенно о Саре Линн. Со временем он начинает участвовать в терапевтических сессиях и признаёт, что его проблемы уходят корнями в детство и связаны с родителями. Эпизод заканчивается тем, что Боджек остаётся в клинике и решает продолжить лечение, несмотря на внутренние сомнения. |                                                                                             |                |                      |
| 2 | «Новый клиент» «The New Client»                                                             | Эми Уинфри     | Ник Адамс            |
| Принцесса Кэролин пытается совмещать материнство и работу, но быстро сталкивается с выгоранием, из за чего ей приходится нанять няню Джудит и стараться продолжать карьеру агента. Дайен начинает работать над видеоблогом с мистером Подхвостом, но чувствует себя не на своём месте. Тодд помогает Кэролин с ребёнком, предлагая свои нестандартные решения. В конце она находит баланс, временно оставляя ребёнка с Тоддом. |                                                                                             |                |                      |
| 3 | «Жизнерадостные истории» «Feel-Good Stories»                                                | Молли Хелмс    | Элисон Тафел         |
| Дайен путешествует по стране, снимая журналистские видео со своим оператором Буйволом Гаем, с которым у нее начинают развиваться близкие отношения. Их босс просит их найти больше «хороших историй» в родном городе Гая - Чикаго, что приводит их к раскрытию заговора с участием огромного конгломерата Whitewhale, но их компания выкуплена им, и истории недостаточно, чтобы разоблачить их. Дайен и Гай ссорятся из за личностных отношений, после чего Дайен уезжает обратно в Лос Анджелес. |                                                                                             |                |                      |
| 4 | «Сюрприз!» «Surprise!»                                                                      | Адам Партон    | Питер А. Найт        |
| Тодд устраивает свадебную вечеринку-сюрприз для Мистера Подхвоста и Пикули, но всё идёт не по плану, когда Мистер Подхвост признаётся в измене с Дайен. Не в силах решать что с этим делать, Пикуля с Мистером Подхвостом договариваются о прощении лишь при том условии, что она переспит с кем-то другим в качестве возмездия. |                                                                                             |                |                      |
| 5 | «Немного потрёпанный, не более того» «A Little Uneven, Is All»                              | Питер Мерримен | Рейчел Каплан        |
| В воспоминаниях Сара Линн случайно выпивает водку на съемках Horsin' Around, и Боджек обвиняет в этом парикмахера Шарону, несмотря на то, что не знает, чей алкоголь она выпила. В настоящем Доктор Чамп говорит Боджеку что тот уже вылечился и готов уйти через шесть месяцев, но сердитый Боджек остается, узнав, что они просто выгоняют его чтобы освободить место для знаменитости Джоуи Пого. Доктор Чамп, найдя бутылку водки срывается и напивается. |                                                                                             |                |                      |
| 6 | «Почка остаётся в кадре» «The Kidney Stays in the Picture»                                  | Молли Хелмс    | Минхал Бэйг          |
| К Тодду приезжает его отчим Хорхе чтобы сообщить, что матери Тодда нужна почка , но он уже продал свою компании Whitewhale. Они едут в Чикаго и с помощью Дайен проникают в главный центр, забирая почку. Боджек покидает реабилитационный центр, и найдя пьяного Доктора Чампа в баре поддерживает его, сталкиваясь с собственной уязвимостью. |                                                                                             |                |                      |
| 7 | «Лицо депрессии» «The Face of Depression»                                                   | Аарон Лонг     | Шона МакГэрри        |
| Мистер Подхвост отправляется в национальное турне с Джоуи Пого в качестве «лица депрессии» Америки в надежде поднять свою репутацию. Боджек путешествует по всей стране воссоединяя связи с теми, кто ему дорог. Он отправляется в Уэслианский университет чтобы увидеть Шток-Розу, где узнает, что открыта вакансия преподавателя драматического искусства. Посещая собрание Анонимных Алкоголиков он сталкивается с Шароной, перед которой он искренне извиняется и получает прощение. Боджек посещает туристическую достопримечательность - старую английскую деревню лошадей, где посетив церковь, находит покой. Тем временем подавленная Дайен начинает принимать антидепрессанты. |                                                                                             |                |                      |
| 8 | «По-быстрому, пока его нет» «A Quick One, While He's Away»                                  | Эми Уинфри     | Рафаэль Боб-Ваксберг |
| Репортёры начинают раскапывать подробности об обстоятельствах смерти Сары Линн. Они исследуют место собрания Анонимных Алкоголиков, где один из участников собрания вспоминает как Боджек рассказывал о Пенни Карсон. Шток-Роза отправляется на вечеринку в Нью-Йорке, где у нее случается паническая атака. Один из парней заметив это, выводит ее на улицу подышать воздухом. Он рассказывает ей историю о том, как Боджек взял его и его друзей на выпускной бал где его девушка впоследствии отравилась алкоголем. Этим парнем оказался Питер, друг Пенни. |                                                                                             |                |                      |
| 9 | «Курсы актёрского мастерства от Коня БоДжека» «Intermediate Scene Study w/ BoJack Horseman» | Адам Партон    | Джо Лоусон           |
| БоДжек становится преподавателем актёрского мастерства в Уэслианском университете. Из-за этого Шток-Розе приходится устанавливать некоторые границы в их взаимоотношениях. |                                                                                             |                |                      |
| 10 | «Хороший урон» «Good Damage»                                                                | Джеймс Боуман  | Джоана Кало          |
| Дайен продолжает бороться с депрессией и пишет мемуары, но сталкивается с творческим тупиком. Репортеры выслеживают Пенни и пытаются расспросить ее о Боджеке. Впоследствии Шарлотта звонит Боджеку, и после звонка Тодд находит его без сознания. |                                                                                             |                |                      |
| 11 | «Невозвратные расходы и всё такое» «Sunk Cost and All That»                                 | Эми Уинфри     | Джонни Сан           |
| Репортеры расспрашивают мистера Подхвоста о том, видел ли он Боджека во время его запоя с Сарой Линн, что он подтверждает, а также непреднамеренно раскрывает, что у Боджека и Сары Линн был с собой героин. Сам Боджек в это время скрывается в своем офисе с Дайен, Принцессой Кэролин и Тоддом, пытаясь разобраться в ситуации. |                                                                                             |                |                      |
| 12 | «Ксерокопия ксерокопии» «Xerox of a Xerox»                                                  | Аарон Лонг     | Ник Адамс            |
| Дайен встречает сына Гая - Сонни. Боджек берет интервью у заранее проплаченного репортера на тему о Саре Линн. Раскаявшись, он завоевывает любовь публики. Уверенный в себе, Боджек соглашается дать второе интервью, чтобы поднять рейтинги, но репортеры решили разоблачить Боджека. Во втором интервью публике становится ясно что Боджек ждал 17 минут прежде чем вызвать скорую для Сары Линн, и то что у него имеется привычка злоупотреблять своей властью над молодыми, эмоциональными девушками. |                                                                                             |                |                      |
| 13 | «Грубый единорог» «The Horny Unicorn»                                                       | Адам Партон    | Эми Шварц            |
| Через несколько месяцев после выхода второго интервью Боджек становится объектом национальной ненависти, его увольняют из Уэслианского университета, а Шток-Роза не отвечает на его звонки. Бухгалтер продает его апартаменты чтобы оплатить судебный иск, заставляя Боджека переехать к мистеру Подхвосту. После завершения книги Дайен Сонни читает ее и остается под впечатлением от проделанной работы. В то же время Тодд приглашает своих родителей Хорхе и Хелен на новоселье в своей новой квартире и собирает команду актеров, чтобы вечеринка выглядела многолюдной, но Хелен не появляется Боджек решает открыть доставленное ему письмо Шток-Розы, и содержимое заставляет его бросить письмо на землю и подавленно сидеть в тишине посреди вечеринки. |                                                                                             |                |                      |
| 14 | «Анджела» «Angela»                                                                          | Джеймс Боуман  | Шона МакГэрри        |
| Принцесса Кэролин получает предложение от Тертлтауба управлять новым крылом его агентства. Тодд и его девушка Мод ужинают с Хорхе, но Хелен, охваченная чувством вины за то, что выгнала Тодда из дома, отказывается присоединиться к ним. Обиженный Тодд решает инсценировать ситуацию с заложниками, чтобы наконец увидеть ее, но у нее случается приступ тревоги, и они воссоединяются в больнице. Боджек получает звонок от Анджелы Диаз, бывшего президента ABC и женщины, которая уволила Херба. Он идет к ней домой, где она предлагает ему единоразовую выплату за то, чтобы Боджек дал согласие на переиздание Horsin' Around. Напряжение растет, когда оказывается, что Боджек всегда имел выбор - Херба могли не увольнять если бы не внешнее давление на Боджека. В ярости Боджек, угнав ее машину, приезжает к своему старому дому, где напивается и заедает горе таблетками. |                                                                                             |                |                      |
| 15 | «Вид на полпути вниз» «The View from Halfway Down»                                          | Эми Уинфри     | Элисон Тафел         |
| Боджек оказывается в повторяющемся трипе. Придя к особняку своей покойной матери Беатрис, он попадает в загробный ужин с умершими персонажами: Сарой Линн, Хербом Каззазом, Крэкерджеком, Джексон-Джексоном, и дворецким в лице Зака Браффа. Они обсуждают лучшие и худшие моменты своей жизни, прежде чем пойти на представление в театр. Боджек заметил что на этом моменте его сон всегда заканчивался. Все присутствующие выходят на представление после которого они должны уйти на покой, выйдя в дверной проем который ведет к тьме. Секретариат, представлявший из себя отца Боджека, отводит его в сторону, чтобы покурить, и выражает свое сожаление по поводу их отношений, после чего раскрывает, что Боджек на самом деле тонет в своем бассейне. На сцене Секретариат произносит мощное анти-суицидальное стихотворение, после чего падает в тьму. Боджек, поняв что умрет если выйдет в дверной проем, решает бежать. Из проема появляется черная смола, и начинает преследовать его по всему дому. Боджек вспоминает, что он звонил Дайен перед тем, как утонул в бассейне, поэтому он пытается позвонить ей снова в надежде что она его спасет и приведет в сознание. В ходе разговора Боджек осознал, что тогда ему ответил ее автоответчик, и Дайен в свою очередь отмечает что ничего уже не изменить. Боджек, смирившийся со своей участью, спрашивает, как прошел день у Дайен. |                                                                                             |                |                      |
| 16 | «Было мило, пока это продолжалось» «Nice While It Lasted»                                   | Аарон Лонг     | Рафаэль Боб-Ваксберг |
| Боджека находят новые владельцы его старого дома и сдают его властям. Он был приговорен к четырнадцати месяцам тюрьмы за взлом и проникновение. Боджеку дают один день освобождения на свадьбу принцессы Кэролин и Джуды. На мероприятии Тодд берет Боджека на прогулку по пляжу где говорит ему, что он, наконец, формирует отношения с Хелен, и что все, что ему нужно было сделать, это стремиться к переменам, которые он хотел. БоДжек танцует с принцессой Кэролин, и она обещает помочь ему найти хорошего агента, если он решит вернуться в индустрию. Он находит Дайен на крыше, где она рассказывает, что он оставил ей голосовое сообщение в ту ночь, когда пытался покончить с собой, обвиняя ее в том, что она не взяла трубку. Это чуть не положило конец ее отношениям с Гаем, но сейчас она вышла за него замуж и счастлива. Боджек и Дайен осознают что это будет их последний разговор. Они соглашаются, что это хорошая ночь, и вместе смотрят на звезды. |                                                                                             |                |                      |

## Распространение

### Продажа прав на контент
26 июля 2018 года Comedy Central приобрела у Netflix эксклюзивные права на синдикацию контента BoJack Horseman на линейном телевидении, что сделало его первым оригиналом Netflix, который был синдицирован на кабельное телевидение в Соединенных Штатах.

### Российский дубляж
Официальный дубляж от Netflix представлен русскими субтитрами на их платформе. Премьера в мире состоялась 22 августа 2014.

Премьера сериала в России состоялась 11 марта 2019 на телеканале 2х2. 
«..сериал нужно смотреть исключительно в оригинале, нарратив там сумасшедший. Никому и никогда еще не удавалось складывать слова так удачно и засовывать в диалоги настолько глубокие метафоры. …официальные переводчики смогли перевести непереводимое и сохранить смысл, насколько это было возможно.» — Команда 2х2.

### Популярность в России
По данным Parrot Analytics, BoJack Horseman был самым популярным цифровым оригинальным шоу в России в третьем квартале 2016 года, и шоу и близко не было таким популярным ни на одном другом крупном рынке. Россия сгенерировала 4,6 миллиона запросов на «БоДжек», в то время как гораздо более крупный рынок США сгенерировал всего 4,2 миллиона. Лидером на крупных рынках был сериал «Странные дела». Parrot сообщает, что российская аудитория более чем в два раза увеличила «активное потребление», которое включает в себя общение в социальных сетях и обмен файлами.